# Howard Zieff
Howard B. Zieff (Chicago, 21 de outubro de 1927 — Los Angeles, 22 de fevereiro de 2009) foi um cineasta, fotógrafo e publicitário norte-americano.